# Croton nivifer
Espèce
Classification APG III (2009)
Croton nivifer est une espèce de plantes à fleurs du genre Croton et de la famille des Euphorbiaceae présente dans le centre-ouest du Brésil.